# 小行星15868
小行星15868（15868 Akiyoshidai）是一颗绕太阳运转的小行星，为主小行星带小行星。该小行星于1996年7月16日发现。
該小行星以日本山口縣的秋吉台國定公園命名。

## 轨道参数
小行星15868的轨道半长轴为2.2542258 UA，离心率为0.165。